# Мусійко Олександр Самсонович
Мусійко Олександр Самсонович (30 серпня 1903 — 30 жовтня 1980) — український селекціонер, член-кореспондент ВАСГНІЛ (1956). Лауреат Сталінської премії (1947), Ленінської премії (1963), кавалер ордена Леніна, інших державних нагород.

## Біографія
Народився у с. Мусійки Полтавського повіту Полтавської губернії Російської імперії.
Закінчив Полтавський сільськогосподарський інститут (1927).
Від 1927 до 1939 року працював агрономом.
Від 1945 року працював у Всесоюзному інституті селекції і генетики імені Лисенка (селекційно-генетичному інституті) в Одесі, спочатку науковим співробітником, потім — завідувачем відділу селекції і насінництва, а у 1958–1972 роках — директором. 1973 року за станом здоров'я йде з посади директора, але залишається консультантом при інституті.

## Наукова діяльність
Основні наукові роботи присвячені біології, селекції, насінництву зернових культур. Вивів сам і в співтоваристві 15 сортів і гібридів кукурудзи, жита, гречки, зокрема, високоврожайні прості міжлінійні гібриди кукурудзи Орбіта, Новинка, районовані в південних областях УРСР, і багаторічне жито. Розробив метод додаткового запилення сільськогосподарських рослин, який підвищував їх урожайність.

## Відзнаки
Сталінська премія за видатні винаходи та корінні удосконалення методів виробничої роботи 1947 року була присуджена йому за винахід і впровадження у практику сільського господарства штучного доопилення кукурудзи, соняшника, жита, гречки та інших сільськогосподарських культур.
Олександр Самсонович брав участь у Другій світовій війні, був поранений, мав бойові нагороди.